# يوجين هاينز
يوجين هاينز (بالألمانية: Eugen Heinz)‏ هو سياسي ألماني، ولد في 1889، وتوفي في 1977. حزبياً، نشط في الحزب الديمقراطي الاجتماعي الألماني.